# George Meyer (futbolista)
George Meyer-Toogood (Tabriz, Persia; 9 de agosto de 1879 - Barcelona, España; 30 de marzo de 1935), fue un deportista persa de nacimiento. Fue uno de los pioneros en la práctica del fútbol en Barcelona y España. 

## Trayectoria
Meyer llegó al F.C. Barcelona solo dos años después de la fundación del club, en el año 1901. La prensa catalana de la época explicaba algunos datos: suizo de 22 años, exjugador del FC Excelsior y fundador y excapitán del FC Zürich, con más de 150 partidos de experiencia en su país. También se destacaba que era un excelente jugador y su gran polivalencia, pudiendo jugar de defensa, de centrocampista o de delantero. Debutó oficialmente con el Barcelona el 22 de diciembre de 1901 en la goleada contra el Espanyol (7-0) de la segunda jornada de la Copa Macaya y, en total, jugó 22 partidos hasta 1904, cuando fichó, precisamente, por el Espanyol.
Con el Barcelona, formó parte del equipo que disputó la Copa de la Coronación, la primera competición futbolística a nivel nacional celebrada en España. El 13 de mayo de 1902, se jugó el encuentro entre el Barcelona y el Madrid F. C., en el que vencieron los catalanes por 3-1. Este partido fue el primer enfrentamiento Barça-Madrid de la historia.

## Controversia sobre su nacionalidad
En 2025, el historiador del fútbol catalán Alberto Salas reveló su identidad real después de indagar en diversos archivos. El nombre completo de Meyer era George Meyer-Toogood. Y no era suizo, como se creía hasta dicha fecha. Salas encontró documentos que prueban que había nacido en Tabriz, ciudad de Persia.
Esto convertiría Meyer no solo en el único futbolista iraní de la historia del Barcelona y del Espanyol, sinó también en el primer jugador nacido en el continente asiático que vistió sus colores. Hasta ese momento, en el caso azulgrana, este honor lo ostentaba el filipino Samuel Morris, futbolista del Barcelona entre 1903 y 1909.